# 오토바이 택시

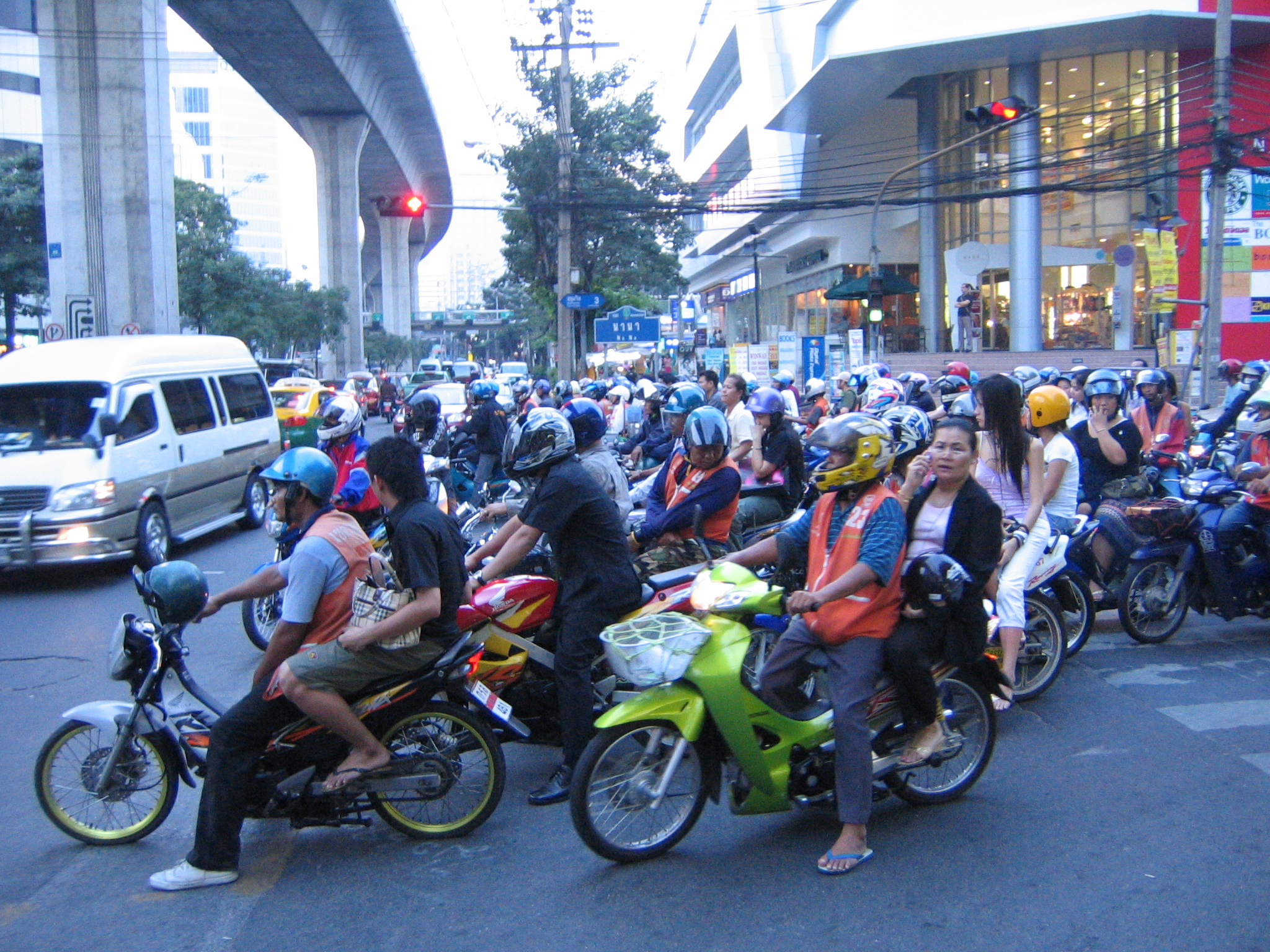
방콕의 오토바이 택시 운전사는 주황색 조끼를 입는다.

오토바이 택시, 모터사이클 택시(motorcycle taxi), 카트 바이크(cart bike) 또는 바이크 택시(bike taxi)는 일부 국가에서 허가된 교통 수단이다. 이 택시는 일반적으로 모터사이클 운전자 뒤에 "동승자" 승객 한 명을 태운다. 일부 국가에서는 여러 명의 승객이 일반적이다.

## 필리핀
필리핀의 오토바이 택시에는 일반적으로 사이드카 또는 T자형 대들보를 사용하여 옆으로 확장된 좌석이 있다. 후자 유형의 택시는 1970년대에 지구 궤도를 선회했던 스카이랩(Skylab) 우주 정거장과 대략적인 유사성 때문에 하발하발(habal-habal) 또는 스카이랩(skylab)으로 알려져 있다.